# NGC 4001
NGC 4001 (również PGC 37656) – galaktyka eliptyczna (dE4), znajdująca się w gwiazdozbiorze Wielkiej Niedźwiedzicy. Odkrył ją 13 kwietnia 1852 roku Bindon Stoney – asystent Williama Parsonsa.
W galaktyce tej zaobserwowano supernową SN 2003ky.